# Hypocuma serratifrons
Hypocuma serratifrons är en kräftdjursart som beskrevs av Jones 1973. Hypocuma serratifrons ingår i släktet Hypocuma och familjen Bodotriidae. Inga underarter finns listade i Catalogue of Life.